# Новая Каменка (Саратовская область)
Но́вая Ка́менка — село в Энгельсском районе Саратовской области России. Входит в состав сельского поселения Безымянское муниципальное образование. Село расположено между сёлами Тарлык, Кирово и Воскресенка. В селе имеется одна улица — Овцеточка.
Основано в 1854 году как немецкая колония Гансау.
Население - 3 (2019)

## Название
Названа по фамилии председателя Попечительного комитета иностранных поселенцев южного края, исходатайствовавшего в 1851 году меннонитам право водворения в России, Е.Ф. Гана. Русское название Каменное получила во время войны 1914-1916 гг.

## История
Основано в 1854 году поселенцами-меннонитами. По ведомости колоний иностранных поселенцев, состоящих в ведении Министерства Государственных Имуществ, колония Ганс-Ау принадлежала к Малышинскому округу Новоузенского уезда, будучи наделена при основании по 65 десятин на душу. После введения в 1878 году всеобщей воинской повинности меннониты стали массово переселяться в Америку. Около 1881 года все подворные участки колонии Гансау скупили привалинские колонисты братья Миллер.
По сведениям Самарского Губернского Статистического Комитета за 1910 год в имении Гансау считалось 20 дворов с числом жителей 148 душ мужского пола, 125 - женского, всего 273 души обоего пола русских, православных. Количество собственной земли составило: удобной - 1609 десятин, неудобной - 233 десятин ы.
После образования трудовой коммуны (автономной области) немцев Поволжья село Ново-Каменка - административный центр Ново-Каменского сельского совета Куккуского, затем Краснокутского кантона. В 1926 году в Ново-Каменский сельсовет входило одно село Ново-Каменка. В 1935 году село было включено в состав новообразованного Лизандергейского кантона.
После ликвидации АССР немцев Поволжья село, как и другие населённые пункты Лизандергейского кантона, было передано в состав Саратовской области.

## Физико-географическая характеристика
Село находится в Низком Заволжье, в пределах Сыртовой равнины, относящемся к Восточно-Европейской равнине, на левом берегу реки Тарлык (у устья Кировской балки). Высота центра населённого пункта - 45 метров над уровнем моря. Рельеф местности полого-увалистый. Почвенный покров сформирован каштановыми почвами. Почвообразующие породы - глины и суглинки.
По автомобильным дорогам расстояние до административного центра сельского поселения села Безымянное составляет 43 км, районного центра города Энгельс - 75 км, до областного центра города Саратова - 85 км. Ближайшая железнодорожная станция расположена в селе Безымянном.
Часовой пояс
Новая Каменка, как и вся Саратовская область, находится в часовой зоне МСК+1. Смещение применяемого времени относительно UTC составляет +4:00.

## Население
Динамика численности населения
| 1859 | 1865 | 1889 | 1910 | 1926 |
| ---- | ---- | ---- | ---- | ---- |
| 50   | 129  | 69   | 149  | 242  |

| 2010 | 2019 |
| ---- | ---- |
| 1    | ↗3   |